# Isabel Güell i López
Isabel María Francisca de Paula Luisa Clementina Güell y López (Barcelona, 23 de noviembre de 1872-Barcelona, 8 de mayo de 1956), marquesa de Castelldosrius, fue una compositora española.

## Biografía[1]
Nació en Barcelona el 23 de noviembre de 1872. Hija de Isabel López Bru, nacida en Cuba (hija del primer marqués de Comillas, Antonio López y López) y de Eusebi Güell Bacigalupi, primer conde de Güell. Fue inscrita con los nombres de Isabel María Francisca de Paula Luisa Clementina Güell y López.Era prima de sor Eulalia Anzizu. 
Desde muy pequeña tuvo una gran afición a la música, tocaba el piano y el órgano y perteneció a la coral del Instituto de Cultura de la Mujer que dirigía Francesca Bonnemaison. Inició sus estudios con Josep García Robles, compositor áulico de su progenitor. Estudió piano y órgano en Barcelona y en París, aunque su andadura con el órgano la inició de la mano de su tía Josefa Bacigalupi.
La familia Güell se trasladó a Versalles a raíz de la epidemia de cólera que asoló España en 1885. Durante su estancia francesa Isabel y María Luisa recibieron lecciones de órgano d'Eugène Gigout. Perteneció al coro del Institut de Cultura Popular per a la Dona, dirigido por Francesca Bonnemaison y Farriols. Compartió inquietudes con el círculo de autoras de la revista Feminal, dirigida por Carme Karr y suplemento del semanario La Il·lustració catalana.
En 1901 Isabel contrajo matrimonio con Carlos de Sentmenat y Sentmenat, Grande de España, IX marqués de Castelldosrius, marqués de Orís y barón de Santa Pau. 
Su dedicación principal fue la caridad y la beneficencia, como correspondía a una mujer de su clase social. También se interesó por la educación. En 1902 fue nombrada vocal de la Junta de Instrucción Pública de Barcelona. A partir de 1939 se dedicó a sus nietos, dándoles clases de música y de francés. 
Murió en Barcelona el 8 de mayo de 1956 y fue sepultada en el panteón familiar de Dosrius (Mataró).

## Obra[1]
Compuso aproximadamente 34 obras, sobre todo de música religiosa, que se interpretaron en diferentes momentos como, por ejemplo, el 23 de abril de 1911 en una misa celebrada en la Colonia Güell para la fiesta de Sant Jordi. También compuso música de cámara y canciones con acompañamiento de piano y letra de diferentes poetas. También escribió un Te Deum (1918) y un Stabat Mater (1917).
- Amunt! (1889). Letra: Ramón Picó Campanar
- Gavota (1890). Dedicada a Enriqueta Goletti.
- La llar (1890). Dedicada a su hijo Félix de Sentmenat y Güell. Letra: Ramón Picó Campanar
- Sanctus (1892)
- Ave María (ed. Londres 1894). Letra: Ramón Picó Campanar
- Minuet [(1894)]
- Letanías de la Virgen (1896)
- Serenata [(1896)]
- Pater Noster (1897)
- Cant del sometent (1898). Letra: Eulalia Anzizu
- Rima (1898). Letra: Gustavo Adolfo Bécquer
- Te Deum (1898)
- Offerimus tibi Domine (1899)
- Psallite Deo nostro (1899)
- Ecce lignum (1905)
- Corpus Christi (1911). Letra: Ramón Picó Campanar
- Jesús als noys (1911)
- Pregaria al Sagrat Cor de Jesús (1911)
- Balada (1912). Dedicada a Melcior Rodríguez Alcántara. Letra: Johan Roiç de Corella
- Barcarola "Lo que diu una cançó" (1912). Letra: Miguel Costa y Llobera
- Domine Dominus noster (1913)
- La rosa marcida (1915). Dedicada al coro del Institut de Cultura Popular per a la Dona. Letra: Jacint Verdaguer
- Sacris solemnis (1915)
- Tantum ergo (1915)
- Cançó trista (1916). Letra: Apeles Mestres
- Stabat Mater (1917)
- Jubilate Deo omnis terra, Psalmo XCIX (1918)
- Benedictus. Letra: Isabel López Bru
- Comunión
- Douce espérance. Dedicada a María Cristina de Habsburgo, reina regente
- Misa
- Misa en honor de San Eusebio
- O salutaris
- Pulchra est, et decora

## Discografía
- CD "Compositores catalanas. Generación modernista ". María Teresa Garrigosa (soprano) y Heidrun Bergander (piano). La mano de guido. Dip.leg. B-45.116-2008.

## Vida personal
Su padre fue mecenas de Gaudí, a quien encargó obras como el Palau Güell o el Parque Güell. Vivió en el Palau Güell con sus padres y hermanos desde adolescente hasta que se casó con Carlos Sentmenat y Sentmenat. Gaudí decoró la casa del joven matrimonio en la calle Junta de Comercio. Se cuenta la anécdota de que Gaudí, al no poder meter el piano de cola de Isabel, le recomendó que tocara el violín. Este hecho lo recoge Josep Carner en un auca de su libro Auques i ventalls.